# Grange de vannage

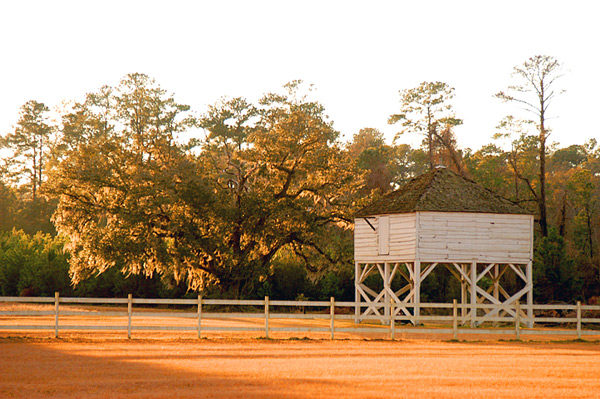
Une grange de vannage à Mansfield Plantation, à Georgetown, en Caroline du Sud. La dernière grange de vannage restante dans le comté de Georgetown.

Les granges de vannage étaient communes en Caroline du Sud dans les plantations de riz avant la guerre de Sécession. Une grange de vannage se compose d'un grand hangar monté sur de hauts poteaux avec un trou dans le sol. Brut, le riz décortiqué était emporté dans la grange par les travailleurs, puis le grain était forcé à passer par la petite ouverture. Alors le grain chutait au sol, la balle indésirable et plus légère était emporté par le vent, laissant un tas de grains de riz triés directement sous la grange de vannage. Le grain trié était ensuite emballé dans des tonneaux et transporté sur la rivière jusqu'aux villes portuaires pour la distribution.
Avant le développement des granges de vannage, le vannage était fait à la main en utilisant des vans - un processus long et laborieux. Ainsi, le développement de la grange de vannage permit à la Caroline du Sud de devenir le deuxième plus grand exportateur de riz au monde, après l'Indonésie et l'Extrême-Orient.

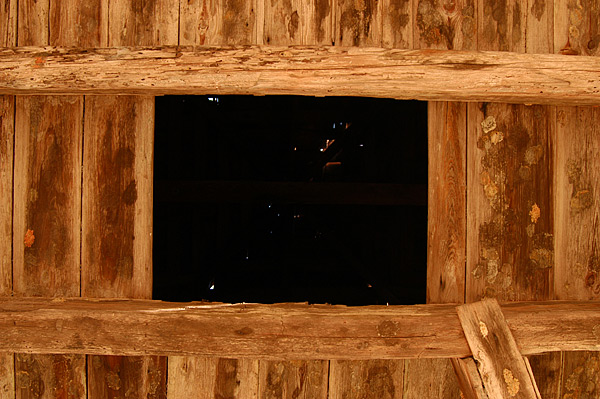
En levant les yeux dans la grange de vannage à Mansfield Plantation, à Georgetown, en Caroline du Sud.
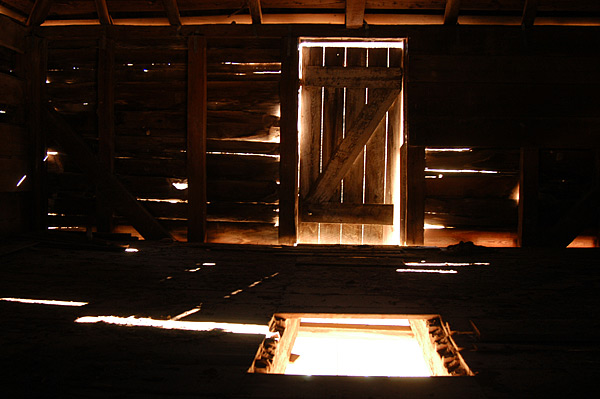
Vue de l'intérieur d'une grange de vannage à Mansfield Plantation. Notez le trou dans le sol où les céréales non triées étaient précipitées

## Source
- (en) Cet article est partiellement ou en totalité issu de l’article de Wikipédia en anglais intitulé « Winnowing barn » (voir la liste des auteurs).